# Herbassar
|  | «Prat» redirigeix aquí. Vegeu-ne altres significats a «prat (desambiguació)». |

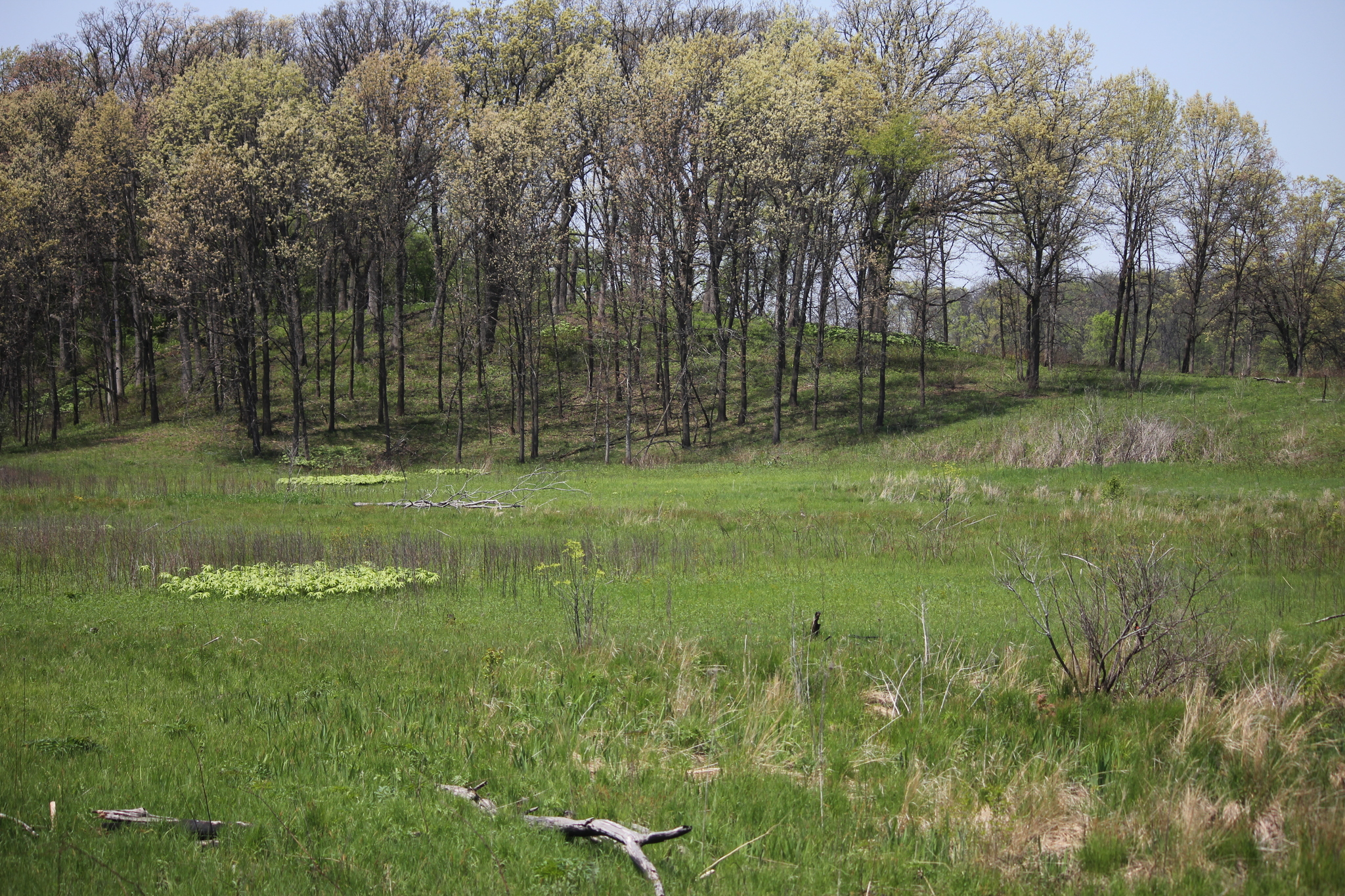
Prats de Nachusa, primavera de 2016

Una prada, prat, praderia, herbassar o herbat és una zona on la vegetació està dominada per gramínies (Poaceae). Tanmateix, el jonc (Cyperaceae) i les juncàcies (Juncaceae) també es poden trobar junt amb proporcions variables de llegums, com el trèvol i altres herbes. Les praderies es produeixen de forma natural a tots els continents, excepte a l'Antàrtida, i es troben a la majoria d'ecoregions de la Terra. A més, les praderies són un dels biomes més grans de la terra i dominen el paisatge a tot el món. Hi ha diferents tipus de prats: prats naturals, prats seminaturals i prats agrícoles. Cobreixen entre el 31 i el 69% de la superfície terrestre.

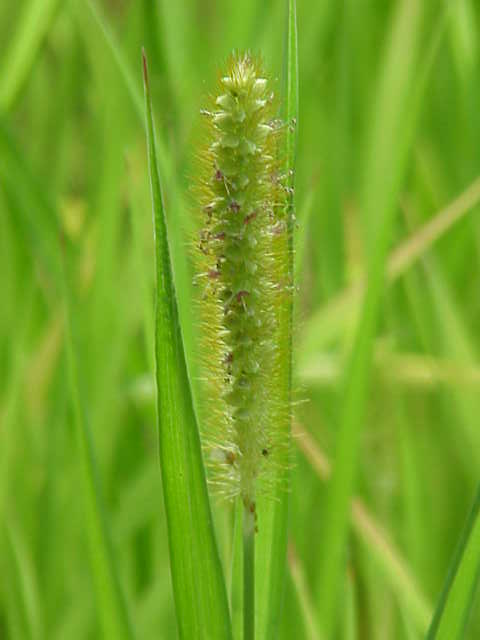
Setaria pumila, una espècie de Poaceae (la família de plantes dominant als herbassars)

Cobreixen al voltant de 3.500 milions d'hectàrees en l’àmbit mundial, cosa que representa el 26-40 per cent de la superfície terrestre total.

## Història evolutiva
Els graminoides es troben entre les formes de vida més versàtils. Es van generalitzar cap al final del període Cretaci i s'han trobat copròlits de femta de dinosaures fossilitzats que contenen fitòlits d’una varietat d’herbes que inclouen herbes relacionades amb l'arròs i el bambú moderns.
L’aparició de muntanyes a l'oest dels Estats Units durant les èpoques del Miocè i el Pliocè, un període d’uns 25 anys milions d’anys, va crear un clima continental favorable a l'evolució de les praderies.
Fa cinc milions d’anys, durant el Miocè final al Nou Món i el Pliocè al Vell Món, es van produir els primers prats veritables. Els biomes forestals existents van disminuir i les praderies es van estendre molt. Se sap que a tot el Plistocè hi ha hagut prats a Europa (els darrers 1,8 milions d’anys). Després de les èpoques glacials del Plistocè (amb els seus glacials i interglacials), les praderies es van expandir en els climes més càlids i secs i van començar a convertir-se en la característica terrestre dominant a tot el món. Des que els prats existeixen des de fa més d’1,8 milions d’anys, hi ha una gran variabilitat. Per exemple, la tundra estepària va dominar al nord i al centre d'Europa, mentre que a la zona mediterrània es va produir una major quantitat de praderies xerotèrmiques. Dins de l’Europa temperada, el ventall de tipus és força ampli i també es va convertir en únic a causa de l’intercanvi d’espècies i material genètic entre diferents biomes.
Els herbassars semi-naturals probablement van aparèixer per primera vegada amb l’home que començava a cultivar. Així, per a l’ús de l’agricultura, els boscos es van netejar a Europa. Els prats i pastures antics eren les parts adequades per al cultiu. A partir d’aquestes zones es van formar els prats seminaturals. L'eliminació de les plantes pels animals que pasturaven i, més tard, els agricultors de sega va conduir a la coexistència d'altres espècies de plantes al voltant. A continuació, la biodiversitat de les plantes evoluciona. A més, les espècies que ja hi vivien s'adaptaven a les noves condicions.
La majoria de les zones herbàcies han estat convertides en camps de conreu i han desaparegut de nou.
Avui en dia, les praderies seminaturals es troben més aviat en zones poc adequades per a l’agricultura.
Els herbassars es troben entre els ecosistemes més amenaçats. Segons la Unió Internacional per a la Conservació de la Natura (UICN), l’amenaça més important per als herbassars és l’ús de la terra humana, especialment l’agricultura i la mineria.

## Característiques
Solen situar-se entre els deserts i els boscos, amb precipitacions entre els 250 i 600 mm depenent de la temperatura i naturalesa del terra. A zones tropicals pot ploure fins a 1200 mm, donada la major evaporació.
Predominen les gramínies, que poden ser molt petites fins a les més altes amb 2,50 m. La fauna la constitueixen grans o petits herbívors i els seus depredadors.
Quan aquests ecosistemes s'usen com a pastures naturals per al bestiar domèstic, es pot arribar a la desertificació per sobrepastura.

### Biomes
El WWF considera que hi ha 4 biomas on els herbassars són predominants:
- 07. Herbassars i matolls tropicals i subtropicals (sabanes)
- 08. Praderies, sabanes i matollars temperats (prats i estepes)
- 09. Herbassars d'inundació (pantans o aiguamolls)
- 10. Herbassars i matolls de muntanya (pastures alpines)

## Herbassars de cultiu

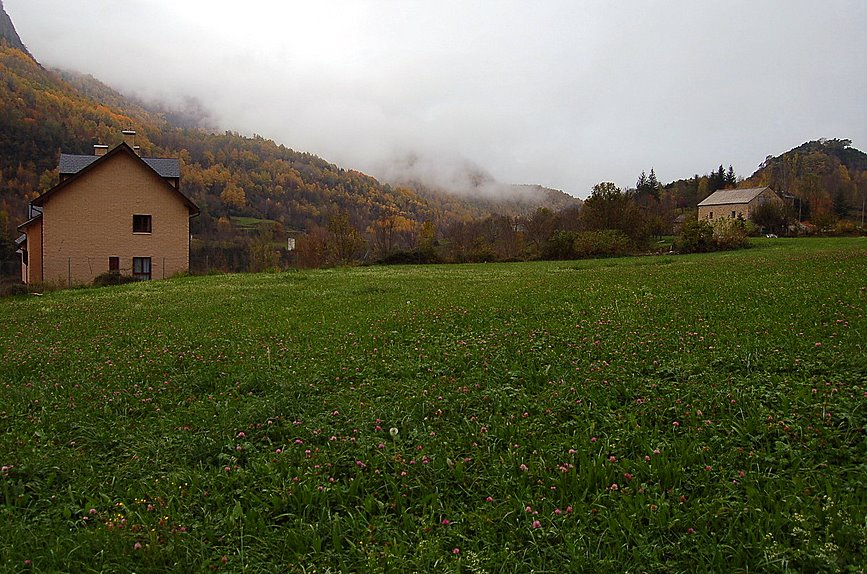
Prat a Panticosa

Les pastures o herbassars de cultiu són les plantacions de pastures que l'home realitza amb diferents propòsits: pastura directe pel bestiar, preparació de farratge o recreació. No hi ha una estandardització que defineixi clarament els diversos tipus de pastures per a l'aprofitament humà, però a grans trets en tenim els següents:
- Prat de dall o prat dallador, per a pasturatge, està conformat per pastures de regadiu i destinats per a alimentació del bestiar.
- Devesa o vedat, prat arbrat de clima mediterrani.
- Prat de pastura: cultiu de pastura, farroig, ensitjar i espècies farratgeres; predominen les herbes, però també lleguminoses o cereal és per a complementació proteica en l'alimentació del bestiar.
- Gespa, per a jardineria, recreació i esports.

## Degradació
Les pastures es troben entre els ecosistemes més amenaçats. Segons la Unió Internacional per a la Conservació de la Natura (UICN), l'amenaça més important per a les pastures és l'ús humà de la terra, especialment l'agricultura i la mineria. La vulnerabilitat de les pastures es deriva d'una sèrie de factors, com ara la classificació errònia, l'escassa protecció i el cultiu.

### Causes

#### Intensificació de l'ús del sòl
Les pastures tenen una extensa història d'activitat humana i pertorbació. Per alimentar una població humana cada vegada més gran, la majoria de les pastures del món deixen de ser paisatges naturals per convertir-se en camps de blat de moro, blat o altres cultius. Les pastures que han estat pràcticament intactes fins ara, com les sabanes de l'Àfrica oriental, corren perill de desaparèixer a causa de l'agricultura. Les pastures són molt sensibles a les pertorbacions, com la caça i la mort d'espècies clau o l'arada de la terra per crear més espai per a les granges.
La vegetació de les pastures és sovint un plagioclimax; que roman dominant en una zona concreta degut normalment al pasturatge, la tala o els incendis naturals o provocats per l'home, tot això descoratja la colonització i la supervivència de plàntula d'arbres i arbustos. Algunes de les majors extensions de pastures del món es troben a la sabana africana, i aquestes són mantingudes per herbívors salvatges, així com per pastoralistes nòmades i el seu bestiar, ovelles o cabres. Les pastures influeixen en el canvi climàtic pel fet que la descomposició de la fullaraca és més lenta que als boscos.

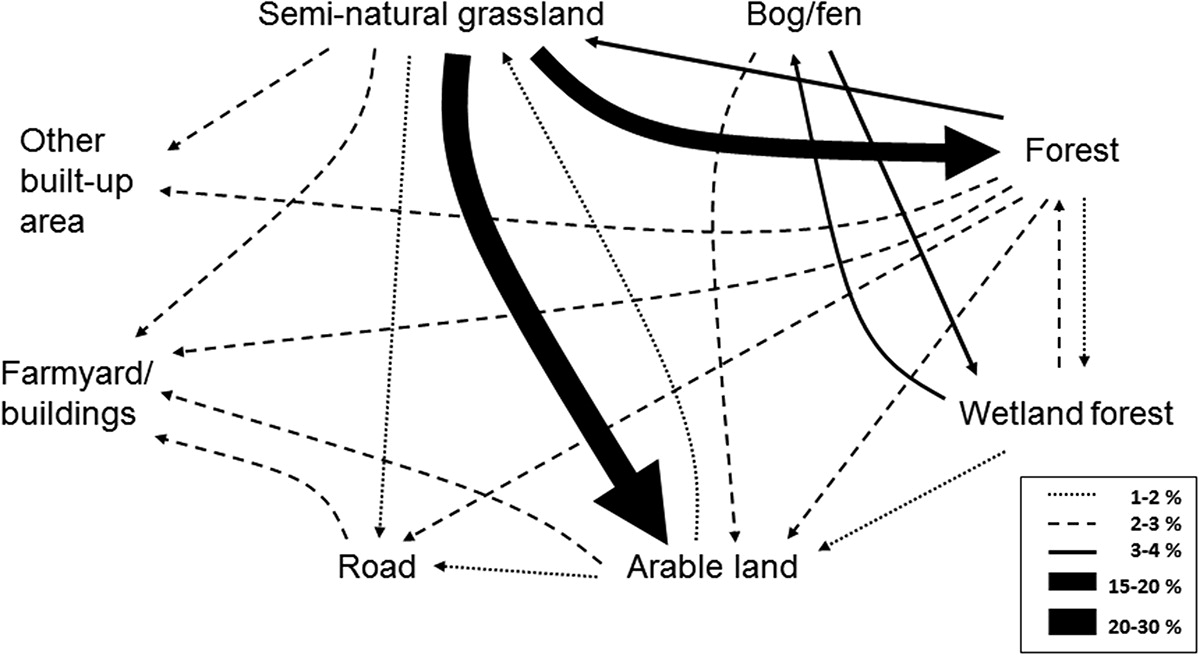
Principals trajectòries de la coberta terrestre des de la dècada de 1960 fins a 2015.

Les pastures poden aparèixer de manera natural o com a resultat de l'activitat humana. Les cultures caçadores de tot el món solen calar foc amb regularitat per mantenir i ampliar les pastures i evitar que s'arrelin arbres i arbustos intolerants al foc. Les prades d'herba alta de l'Oest Mitjà poden haver-se estès cap a l'est fins a Illinois, Indiana i Ohio per l'acció humana. Gran part de les pastures del nord-oest d'Europa es van desenvolupar després del Neolític, quan la gent va anar talant el bosc per crear zones per a la cria del seu bestiar.

#### Canvi climàtic
Les pastures solen trobar-se en zones amb precipitacions anuals d'entre 600 mm i 1.500 mm i temperatures mitjanes anuals d'entre -5 i 20 °C. No obstant això, algunes pastures es donen en condicions climàtiques més fredes (-20 °C) i més càlides (30 °C). Les pastures poden existir en hàbitats freqüentment pertorbats pel pasturatge o el foc, ja que aquesta pertorbació impedeix la invasió d'espècies llenyoses. La riquesa d'espècies és particularment alta en pastures de baixa fertilitat del sòl com barrens serpentine i pastures calcaris, on es prevé la invasió d'espècies llenyoses ja que els baixos nivells de nutrients al sòl poden inhibir el creixement d'espècies forestals i arbustives. Un altre predicament comú experimentat sovint per les malhagudes criatures de les praderies és la crema constant de plantes, alimentada per l'oxigen i molts organismes fotosintetitzadors caducats, amb la manca de pluja empenyent aquest problema a majors altures. Quan no està limitat per altres factors, l'augment de la concentració de CO2 a l'aire augmenta el creixement de les plantes, igual que l'eficiència en l'ús de l'aigua, que és molt important a les regions més seques. No obstant això, els avantatges de CO2 elevat estan limitades per factors que inclouen la disponibilitat d'aigua i els nutrients disponibles, particularment nitrogen. Per tant, els efectes del CO2 elevat sobre el creixement de les plantes variaran segons els patrons climàtics locals, les adaptacions de les espècies a les limitacions daigua i la disponibilitat de nitrogen. Els estudis indiquen que l'esgotament dels nutrients pot passar més ràpid a les regions més seques i amb factors com la composició de la comunitat vegetal i el pasturatge. La deposició de nitrogen dels contaminants de l'aire i l'augment de la mineralització de temperatures més altes poden augmentar la productivitat de les plantes, però els augments sovint es troben entre un descompte a la biodiversitat ja que les plantes de creixement més ràpid superen altres. Un estudi d'una pastura de Califòrnia va descobrir que el canvi global pot accelerar la reducció de la diversitat i que les espècies forboses són les més propenses a aquest procés.

#### Forestació o introducció d'espècies invasores
Els esforços de repoblament equivocats, per exemple com a part de l'esforç global per augmentar la captura de carboni, poden danyar els pasturatges i els seus serveis ecosistèmics bàsics. Els esforços de restauració centrats als boscos poden crear el risc d'interpretar i classificar els paisatges erròniament. Un mapa creat per l'Institut de Recursos Mundials en col·laboració amb la UICN identifica 2.000 milions d'hectàrees per a una possible restauració forestal. Es critica que inclogui 900 milions d'hectàrees de praderies. S'espera que les gramínies no autòctones segueixin superant les espècies autòctones en les condicions més càlides i seques que es donen en moltes pastures a causa del canvi climàtic.

#### Gestió
El tipus de gestió del sòl utilitzat en les pastures també en pot provocar la pèrdua/degradació. Molts pasturatges i altres ecosistemes oberts depenen de pertorbacions com incendis forestals, cremes controlades i pasturatge per persistir, encara que aquest tema segueix sent controvertit. Un estudi realitzat a les pastures de l'altiplà subtropical brasiler va descobrir que les pastures sense una gestió tradicional de la terra -que utilitza el foc cada dos anys i la pastura extensiva del bestiar- poden desaparèixer en 30 anys. Aquest estudi va demostrar que les pastures dins d'àrees protegides en les quals no es permet el foc i està prohibit el pasturatge de bestiar, les pastures eren ràpidament substituïts per arbustos.

### Tipus de degradació

#### Canvi de la coberta terrestre
La coberta terrestre sempre ha canviat al llarg dels anys. El que segueix es refereix als canvis entre 1960 i 2015. S'ha produït una disminució de les pastures seminaturals i un augment de les zones amb terres de conreu, boscos i terres utilitzades per a infraestructura i edificis. L'estil de les línies i el gruix relatiu indiquen el percentatge de la superfície total que ha canviat. No s'hi inclouen els canvis inferiors a l'1% ni les classes de cobertura del sòl amb tots els canvis inferiors a l'1% (és a dir, aiguamolls seminaturals i aigua).
El 1960 la major part de la terra, el 49,7%, estava coberta de bosc i també hi havia més pastures seminaturals (18,8%) que terres de cultiu (15,8%). El 2015 això ha canviat dràsticament. La coberta forestal ha augmentat (50,8%) i la terra cultivable també (20,4%), però la coberta de pastures seminaturals ha disminuït. Tot i que segueix cobrint una gran superfície de la terra (10,6%).
Una quarta part de les pastures seminaturals es va perdre a causa de la intensificació, és a dir, es va convertir en terres de cultiu o pastures i boscos. És més probable que la intensificació es produeixi en praderies planes seminaturals, especialment si el sòl és fèrtil. D'altra banda, és més probable que les pastures en què el terreny és propens a la sequera o menys productiu persisteixin com a pastures seminaturals que les pastures amb sòl fèrtil i escassa pendent del terreny. A més, l'accessibilitat de la terra també és important, ja que és més fàcil fertilitzar-la, per exemple. Per exemple, si és a prop d'una carretera. Amb el desenvolupament de la tecnologia, cada vegada és més fàcil cultivar terres amb un pendent més pronunciat, en detriment de les pastures. La gestió de les pastures també està canviant permanentment. Hi ha un major ús de fertilitzants minerals, a més s'eliminen vores i límits dels camps per ampliar-los i s'anivella el terreny per facilitar l'ús de maquinària agrícola.
L'estudi professional de les pastures seques entra dins de la categoria de gestió de pastures, que se centra en els serveis ecosistèmics associats als pasturatges àrids i semiàrids del món dominats per gramínies. Es calcula que les pastures representen el 70% de la massa terrestre; per això moltes cultures, incloses les dels Estats Units, estan en deute amb l'economia que ofereixen les pastures del món, des de la producció d'animals de pasturatge, el turisme, els serveis ecosistèmics com l'aigua i l'aire nets, i l'extracció energia.
Vastes àrees de pastures es veuen afectades per la invasió llenyosa, que és l'expansió de plantes llenyoses a costa de la capa herbàcia. La invasió llenyosa és causada per una combinació d'impacte humà (p. ex., exclusió d'incendis, excés de bestiar i pasturatge excessiu resultant) i factors ambientals (és a dir, nivells elevats de CO2 a la atmosfera). Pot tenir greus conseqüències negatives en els serveis ecosistèmics clau, com ara la productivitat de la terra i la recàrrega de les aigües subterrànies.